# Gueto de Cracovia
El gueto judío de Cracovia fue uno de los cinco grandes guetos creados por los nazis en el Gobierno General, durante su ocupación de Polonia en la Segunda Guerra Mundial. En él se separaba a las personas capaces de trabajar de las que serían ejecutadas. Antes de la guerra, Cracovia había sido un influyente centro cultural para los judíos residentes en ella.

## Introducción

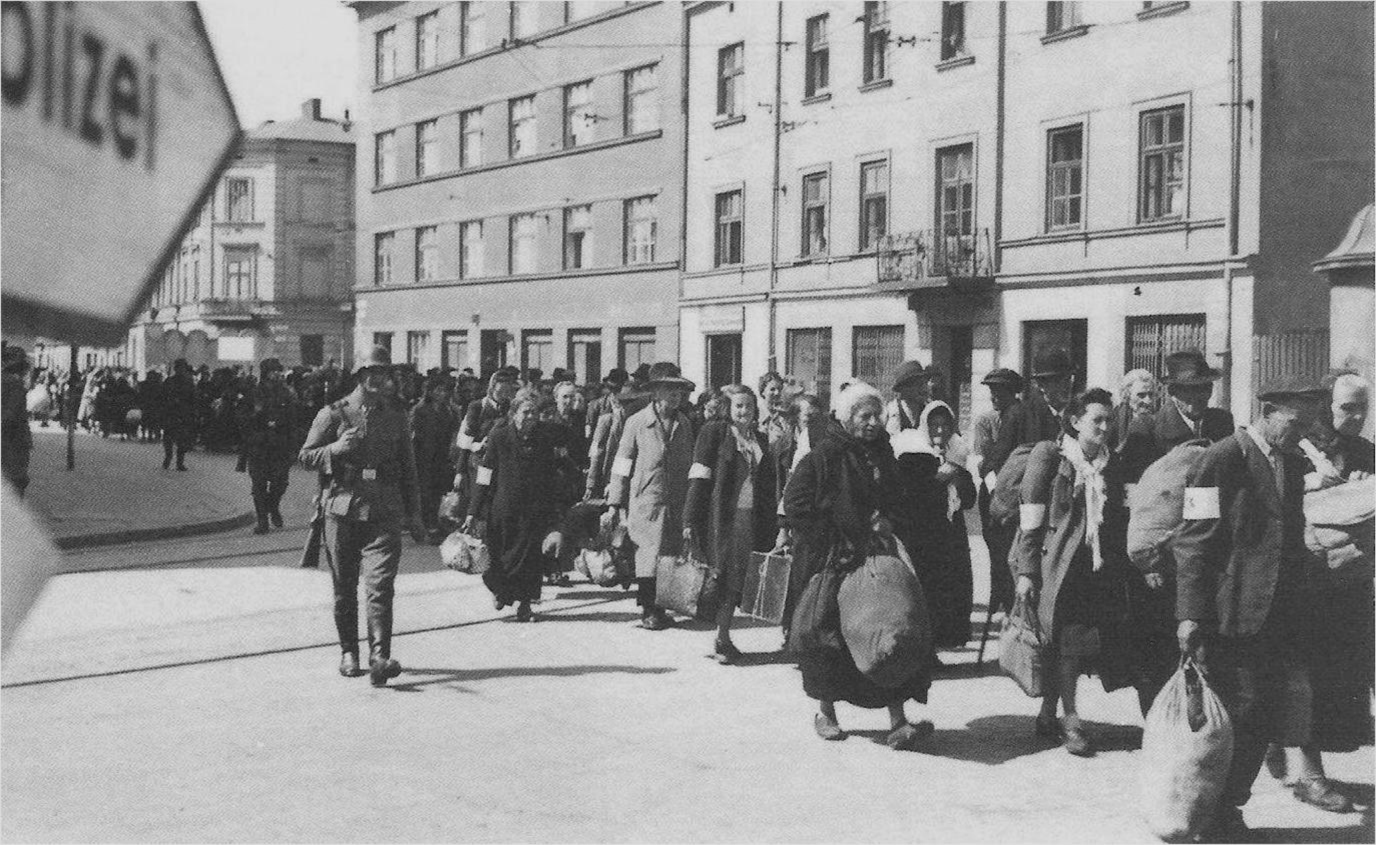
Deportación de los judíos del Gueto de Cracovia, marzo de 1943.

La persecución de la población judía de Cracovia comenzó poco después de que los nazis ocuparan la ciudad, en septiembre de 1939, durante la invasión de Polonia. Se obligó a los judíos a realizar trabajos forzados (septiembre de 1939). En noviembre de 1939, todos los judíos de más de 12 años fueron obligados a llevar brazaletes identificativos. Se decretó el cierre de todas las sinagogas de la ciudad y sus reliquias y objetos de valor fueron confiscados por las autoridades nazis.
Hacia mayo de 1940, la autoridad de ocupación alemana anunció que Cracovia debía convertirse en la ciudad "más limpia" del Gobierno General (parte de Polonia ocupada pero no anexionada a Alemania) y decretó la deportación en masa de los judíos de la ciudad. De los más de 68 000 judíos que vivían en Cracovia a la llegada de los alemanes, se permitió quedarse solo a 15 000 trabajadores con sus familias. Los demás judíos fueron expulsados de la ciudad y asentados en las comarcas circundantes. 
El gueto de Cracovia se estableció formalmente el 3 de marzo de 1941. Como el gueto se creó en el distrito de Podgórze, y no en el distrito polaco de Kazimierz, muchas familias polacas desplazadas ocuparon las casas dejadas vacantes por los judíos. Antes de la creación del gueto vivían en Podgórze 3000 personas. Con la llegada de los judíos la cifra alcanzó las 15 000 personas, hacinadas en 30 calles, 320 edificios de viviendas y 3167 habitaciones. Tal resultado, cada apartamento debía albergar a 4 familias, y muchos de los más desafortunados tuvieron que dormir al raso. 
El gueto estaba rodeado de muros que lo aislaban de la ciudad. Todas las puertas y ventanas que daban al lado "ario" fueron tapiadas, si bien se siguió permitiendo el tráfico por cuatro entradas vigiladas. Por coincidencia macabra, los muros (parte de los cuales aún se conservan) contenían paneles en forma de lápidas.
Los jóvenes izquierdistas del movimiento juvenil sionista Akiva, que habían comenzado a publicar el boletín clandestino heḤalutz haLoḥem ("El pionero luchador"), se aliaron con otras organizaciones sionistas para formar la sección local de la Organización de Combate Judía (ŻOB, polaco: Żydowska Organizacja Bojowa), y organizaron la resistencia en el gueto, apoyados por la resistencia polaca (Armia Krajowa). El grupo ejecutó diversas operaciones, entre ellas la colocación de una bomba en la cafetería Cyganeria, frecuentada por oficiales nazis. A diferencia de lo sucedido en Varsovia, sus esfuerzos no llevaron a un alzamiento general antes de que se liquidara el gueto.
A partir del 30 de mayo de 1942, los nazis comenzaron a deportar sistemáticamente a los habitantes del gueto hacia campos de concentración cercanos. 
Los días 13 y 14 de marzo de 1943 los nazis ejecutaron la 'liquidación' final del gueto en el marco de la Operación Reinhard. 8000 judíos considerados en estado de trabajar fueron transportados al campo de concentración de Płaszów. Los considerados incapaces de trabajar (unos 2000) fueron asesinados en las calles del gueto durante esos días. Los que quedaron se enviaron a morir a Auschwitz.

## Personalidades

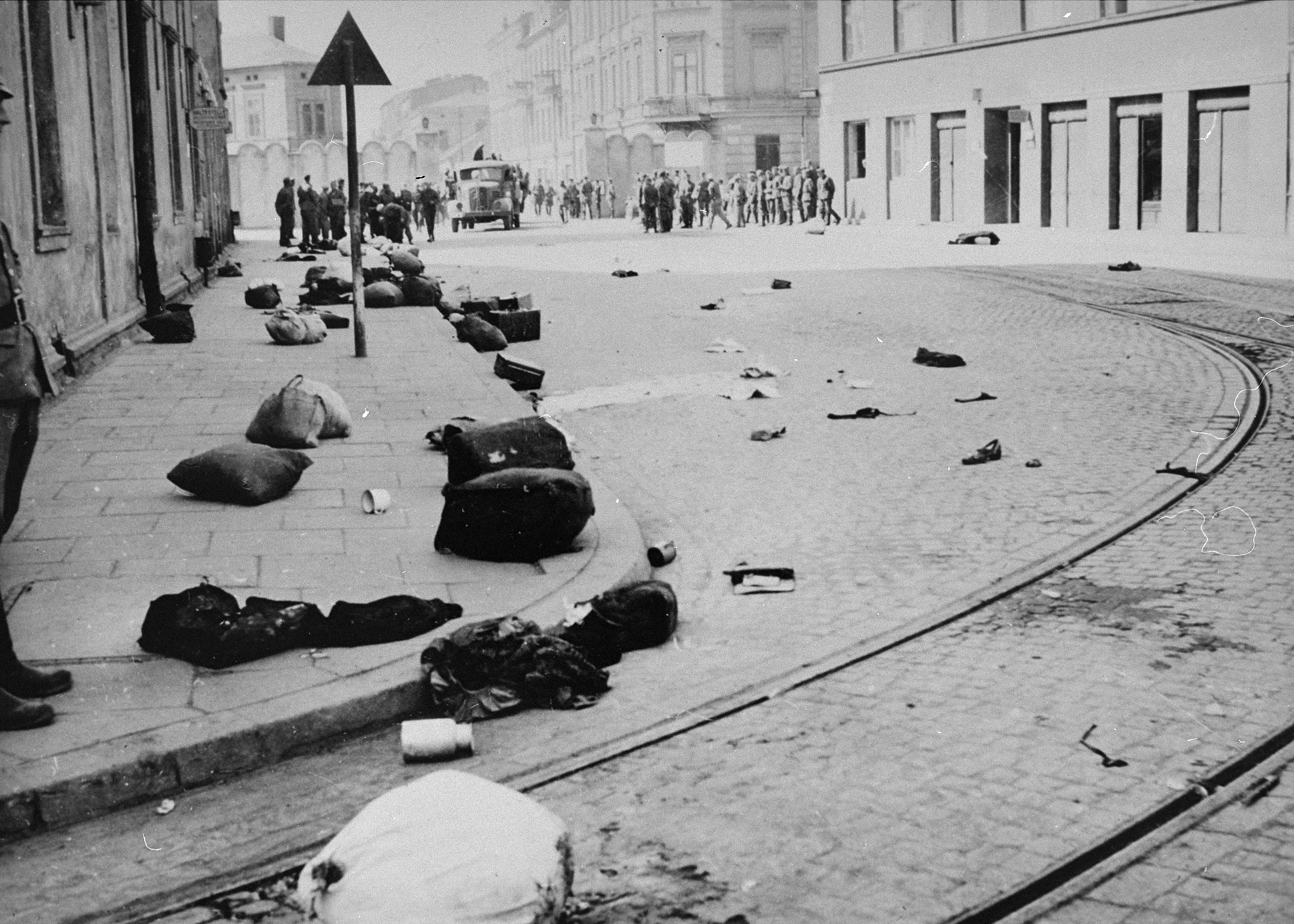
Equipaje abandonado por los judíos deportados del Gueto de Cracovia, marzo de 1943.

El director de cine Roman Polanski, superviviente del gueto, recuerda su experiencia de niño en sus memorias, Roman. En los primeros meses, escribe Polanski, la situación era de normalidad con ocasionales momentos de terror. Los residentes cenaban fuera y escuchaban bandas de música, y los niños, como Polanski, jugaban en la nieve.
Roma Ligocka, artista y autora polaca, y prima de Roman Polanski, fue rescatada y sobrevivió al gueto. Muchos años más tarde, tras verse retratada en la película La lista de Schindler, Ligocka escribiría la novela La chica del abrigo rojo: recuerdos, basada en sus experiencias.
Tadeusz Pankiewicz, farmacéutico polaco propietario de la farmacia "Bajo el Águila" ("Apteka pod Orlem") de Cracovia. Cuando esta quedó dentro del área designada como gueto, se le permitió continuar con el negocio. En agradecimiento por su heroísmo al rescatar a varios judíos del Gueto de Cracovia y proporcionar medicamentos y asistencia sanitaria a muchos otros, se le concedió el título de Justo entre las naciones. Publicó un libro sobre su época en el gueto, The Cracow Ghetto Pharmacy.
El especulador alemán Oskar Schindler vino a Cracovia para aprovechar la mano de obra del gueto. Seleccionó empleados para que trabajaran en su planta de utensilios de cocina esmaltados, y comenzó a simpatizar con ellos. En 1942, Schindler observó cómo los habitantes del gueto eran brutalmente conducidos al campo de concentración de Płaszów, y a partir de entonces se dedicó con tesón a salvar a los judíos allí internados, lo que se relata en la película La lista de Schindler. En un momento especialmente dramático, 300 de los operarios de Schindler fueron deportados al campo de concentración de Auschwitz pese a sus esfuerzos, y él intervino personalmente para salvarlos.